# Central hidroeléctrica Cipolletti
La Central hidroeléctrica Ing. César Cipolletti es una central hidroeléctrica ubicada en la provincia de Río Negro, cercana a la ciudad de Cipolletti. Posee una turbina con una potencia instalada de 5,4 MW. Fue inaugurada en el año 1954 por el presidente de la Nación Juan Domingo Perón.